# Gunnar Berge

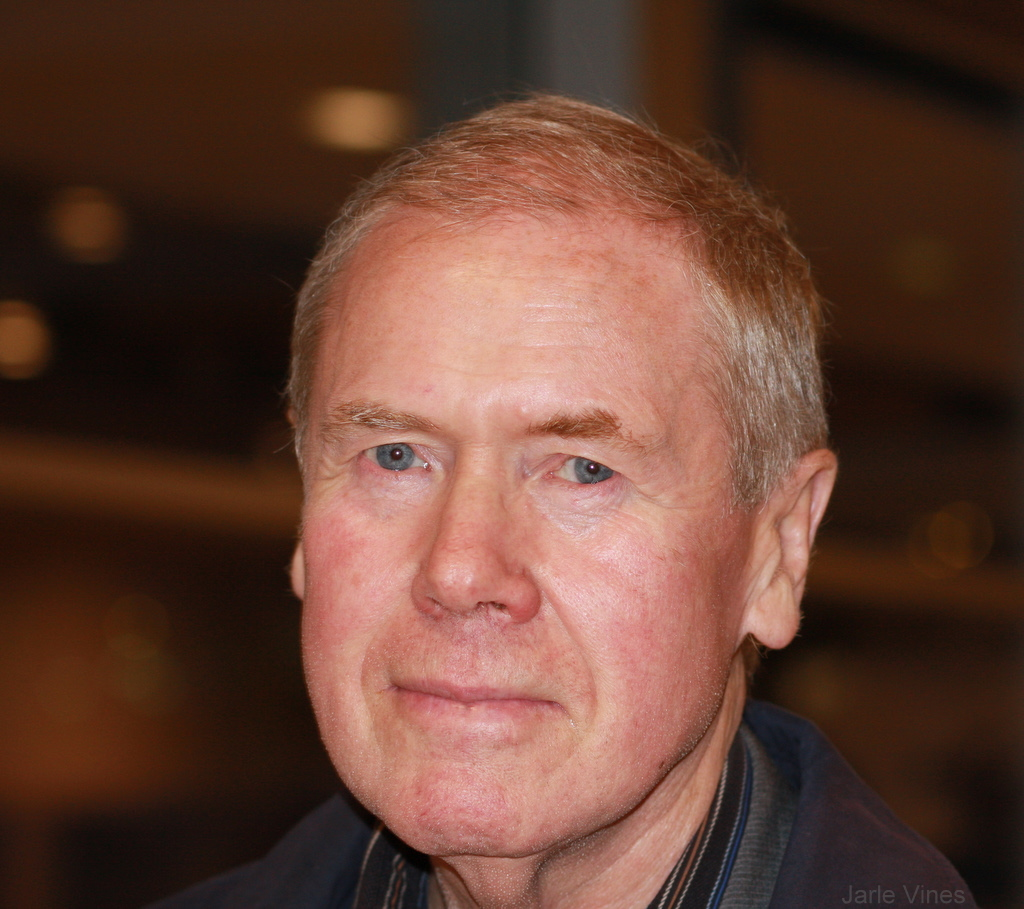
Gunnar Berge, 2010

Gunnar Berge (* 29. August 1940 in Etne) ist ein norwegischer Politiker der Arbeiderpartiet (Ap). Er war von Mai 1986 bis Oktober 1989 der Finanzminister und von September 1992 bis Oktober 1996 der Kommunal- und Arbeitsminister des Landes. Von 1969 bis 1993 war er Abgeordneter im Storting.

## Leben
Berge war ab 1957 als Industriearbeiter in Stavanger tätig, wo er zwischen 1963 und 1967 auch im Stadtrat saß. Nebenbei war er zudem von 1965 bis 1966 Vorsitzender des Arbeidernes Ungdomsfylking (AUF) in der Provinz Rogaland und von 1966 bis 1967 Sekretär der Arbeiderpartiet in Rogaland. Zwischen 1970 und 1978 führte Berge seine Partei in Rogaland als deren Vorsitzender an.

### Abgeordneter im Storting
Bei der Parlamentswahl 1969 zog Berge erstmals in das norwegische Nationalparlament Storting ein. Dort vertrat er bis 1993 insgesamt 24 Jahre lang den Wahlkreis Rogaland. Zunächst wurde er Mitglied im Ausschuss für Kommunales, im Oktober 1972 erhielt das Gremium zusätzlich die Zuständigkeit für Umweltschutz. Nach der Wahl 1973 wechselte er in den Finanzausschuss, wo er auch nach der Stortingswahl 1977 verblieb. Im Januar 1978 übernahm er den Vorsitz des Finanzausschusses, nach der Wahl im Herbst 1981 wurde er stellvertretender Vorsitzender. Diese Position erhielt er im Oktober 1985 erneut. In der Zeit von Oktober 1980 bis Mai 1986 war er zudem Mitglied im Fraktionsvorstand der Arbeiderpartiet-Gruppierung, ab Oktober 1981 fungierte er dabei als stellvertretender Fraktionsvorsitzender.

### Zeit als Minister
Am 9. Mai 1986 wurde Berge zum Finanzminister in der neu gebildeten Regierung Brundtland II ernannt. Er übte diesen Posten bis zum Abtritt der Regierung am 16. Oktober 1989 aus. Berge und Thorbjørn Berntsen wurden im März 1989 zu den beiden stellvertretenden Arbeiderpartiet-Vorsitzenden gewählt. Er blieb bis 1992 im Amt. Nachdem er während seiner Regierungsmitgliedschaft sein Mandat im Parlament ruhen lassen musste, kehrte er im Oktober 1989 ins Storting zurück. Dort wurde er stellvertretender Vorsitzender im Energie- und Industrieausschuss und im November 1990 Mitglied im Außen- und Konstitutionsausschuss. Zwischen November 1990 und September 1992 fungierte er außerdem als Fraktionsvorsitzender der Ap-Fraktion.
Am 4. September 1992 wurde Gunnar Berge in der Regierung Brundtland III erneut Minister, dieses Mal für Kommunen und Arbeit. Er schied am 25. Oktober 1996, also beim Abtritt der Regeriung, aus dem Amt aus. Nach dem Ende seiner Zeit in der Regierung arbeitete er bis 2007 als Chef bei der Erdölbehörde Oljedirektoratet. In der Zeit von 1997 bis 2002 war Berge zudem Mitglied im Nobelkomitee, ab 2000 als dessen Vorsitzender. Im Jahr 2011 veröffentlichte er die Biografie Til Kongen med fagbrev.